# Balbina da Roma
Balbina (... – Roma, 130) fu una martire cristiana che la Chiesa cattolica venera come santa.
La tradizione dice che era la figlia di Quirino, un tribuno nell'esercito romano insieme al quale subì il martirio per poi essere seppellita sulla via Appia.

## Agiografia
Di Balbina non si hanno molte notizie certe. 
La vita leggendaria di Balbina è pervenuta a noi tramite due tradizioni agiografiche: la ‘'passio Alexandri'’ (VI secolo), che confonde papa Alessandro I con l'omonimo martire della via Nomentana; e la ‘'passio ss. Balbinae et Hermetis'’, che della prima è un'appendice.
La leggenda narra che la figlia di Quirino, un tribuno nell'esercito romano, al quale era stato ordinato di tenere in prigione a causa della loro fede cristiana papa Alessandro I e un uomo di nome Hermes. Poi convertitosi, Quirino chiese al Papa di guarire sua figlia Balbina che aveva una grande gozzo. Papa Alessandro gli chiese di portargli la figlia al suo cospetto, così Quirino rapidamente tornò a casa e portò la figlia al carcere dove era rinchiuso il papa; entrambi si inginocchiarono davanti a lui in segno di riverenza. Poiché Balbina baciava gli anelli delle catene con le quali il Papa era legato, quello le disse: "Non baciare queste catene, ma vai a trovare quelle di san Pietro e, una volta che le hai trovate, baciale con devozione e presto guarirai".
Quirino sapeva dove Pietro era stato detenuto prima del suo martirio e immediatamente prese Balbina con sé, la portò lì e la fanciulla subito guarì. Quirino rilasciò papa Alessandro e Hermes liberi. Insieme con la moglie e la figlia fu battezzato dal papa. Papa Alessandro stabilì che il miracolo delle catene doveva essere celebrato da quel giorno in avanti e fece costruire la chiesa dedicata all'apostolo Pietro, nel luogo dove da allora sono tenute le catene, oggi San Pietro in Vincoli.
Secondo un altro racconto a Quirino era stato ordinato di giustiziare Alessandro e altri due, Evenzio e Teodulo, che erano stati arrestati per ordine di Traiano. Quirino, però, si convertì al Cristianesimo dopo aver assistito ai miracoli compiuti da questi tre santi e fu battezzato insieme alla moglie e la figlia Balbina.
In entrambi i racconti Quirino fu poi arrestato come cristiano e martirizzato con la decapitazione il 30 marzo 116. Fu sepolto nella Catacombe di Pretestato sulla Via Appia. La sua tomba fu poi considerata con grande venerazione ed è indicato nelle antiche guide per i pellegrini delle catacombe romane.
Non è noto cosa è successo a Balbina dopo la morte di suo padre: secondo una versione fu arrestata insieme a suo padre nel 116 e decapitata dopo lunghe torture; ma secondo altri racconti visse come una suora vergine fino alla sua morte: venne chiesta più volte in sposa ma rimase sempre fedele al suo voto di verginità. Poi nel 130 fu riconosciuta colpevole di essere cristiana e condannata a morte dall'imperatore Adriano. Venne annegata o sepolta viva, a seconda delle versioni dei racconti agiografici.
Dopo la sua morte, fu sepolta accanto a suo padre nella catacomba di Pretestato sulla Via Appia. In una data successiva, le ossa e le reliquie di Quirino e Balbina furono portate nella chiesa costruita in suo onore nel IV secolo .

## Culto
La Chiesa cattolica la venera come santa e la ricorda il giorno 31 marzo. Dal Martirologio Romano: "A Roma, commemorazione di santa Balbina, la cui basilica fondata sull'Aventino reca il suo venerando nome."
Tuttavia nell'antichità Balbina non ha avuto culto né viene commemorata nel Martirologio geronimiano. Solo Usuardo parla di lei nel suo martirologio, riprendendo le tradizioni agiografiche create nel V secolo a Roma.
A Roma erano indicati col nome di Santa Balbina un titolo, del quale si ha notizia nel sinodo del 595, e un cimitero situato tra la via Appia e l'Ardeatina. Probabilmente il personaggio della leggenda agiografica fu la fondatrice della chiesa e del cimitero, e pertanto in seguito, secondo una modalità diffusa nei primi secoli del Cristianesimo, elevata alla dignità di martire.
L'iconografia la raffigura mentre tiene in mano una catena (i ‘'vinculi'’ di san Pietro della tradizione), oppure con croce e scettro di gigli.